# Garlasco
Garlasco é uma comuna italiana da região da Lombardia, província de Pavia, com cerca de 9.158 habitantes. Estende-se por uma área de 39 km², tendo uma densidade populacional de 235 hab/km². Faz fronteira com Alagna, Borgo San Siro, Dorno, Gropello Cairoli, Tromello, Zerbolò.

## Demografia
| Variação demográfica do município entre 1861 e 2011                               |
|                                                                                   |
| Fonte: Istituto Nazionale di Statistica (ISTAT) - Elaboração gráfica da Wikipedia |